# StepStone
StepStone est un site de recrutement fondé en 1996 à Oslo et détenu par Axel Springer  depuis 2008.
À la suite du rachat par ce groupe allemand, spécialiste des médias et qui pour les observateurs, cherche à compenser des ventes en baisse dans son métier traditionnel par une stratégie de développement de services sur internet,,, le siège social se déplace à Düsseldorf. L'entreprise investit notamment sur l'intelligence artificielle pour évaluer l'adéquation des candidats aux offres d'emplois.
Le développement de ce portail de recrutement en France a véritablement commencé en 2017.
Le site est dirigé en France par Valérie Vaillant.